# 维朗布拉尔
维朗布拉尔（法語：Villamblard，法語發音：[vilɑ̃blaʁ]）是法国多尔多涅省的一个市镇，属于贝尔热拉克区。

## 地理
维朗布拉尔（45°1'19"N, 0°32'24"E）面积20.43 平方千米，位于法国新阿基坦大区多爾多涅省，该省份为法国西南部内陆省份，是法國本土面积第三大的省，大致对应佩里戈尔地区，北起顺时针与夏朗德省、上维埃纳省、科雷兹省、洛特省、洛特-加龙省、吉倫特省和滨海夏朗德省接壤。
与维朗布拉尔接壤的市镇（或旧市镇、城区）包括：若尔、圣让代斯蒂萨克、格里尼奥勒、布鲁、杜维尔、蒙塔尼亚克-拉克朗普斯、贝莱马、圣伊莱尔代斯蒂萨克。

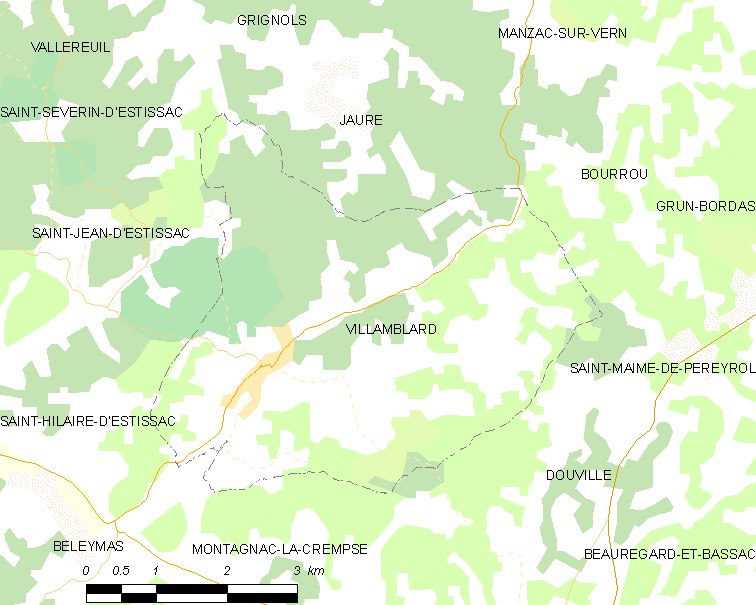
维朗布拉尔的OSM定位图

维朗布拉尔的时区为UTC+01:00、UTC+02:00（夏令时）。

## 行政
维朗布拉尔的邮政编码为24140，INSEE市镇编码为24581。

## 政治
维朗布拉尔所属的省级选区为中佩里戈尔县。

## 人口

1962-2008年间维朗布拉尔人口变化图示

维朗布拉尔于2022年1月1日时的人口数量为870人。